# Field-Map
 (octobre 2013).
 (août 2018).
 (octobre 2013).

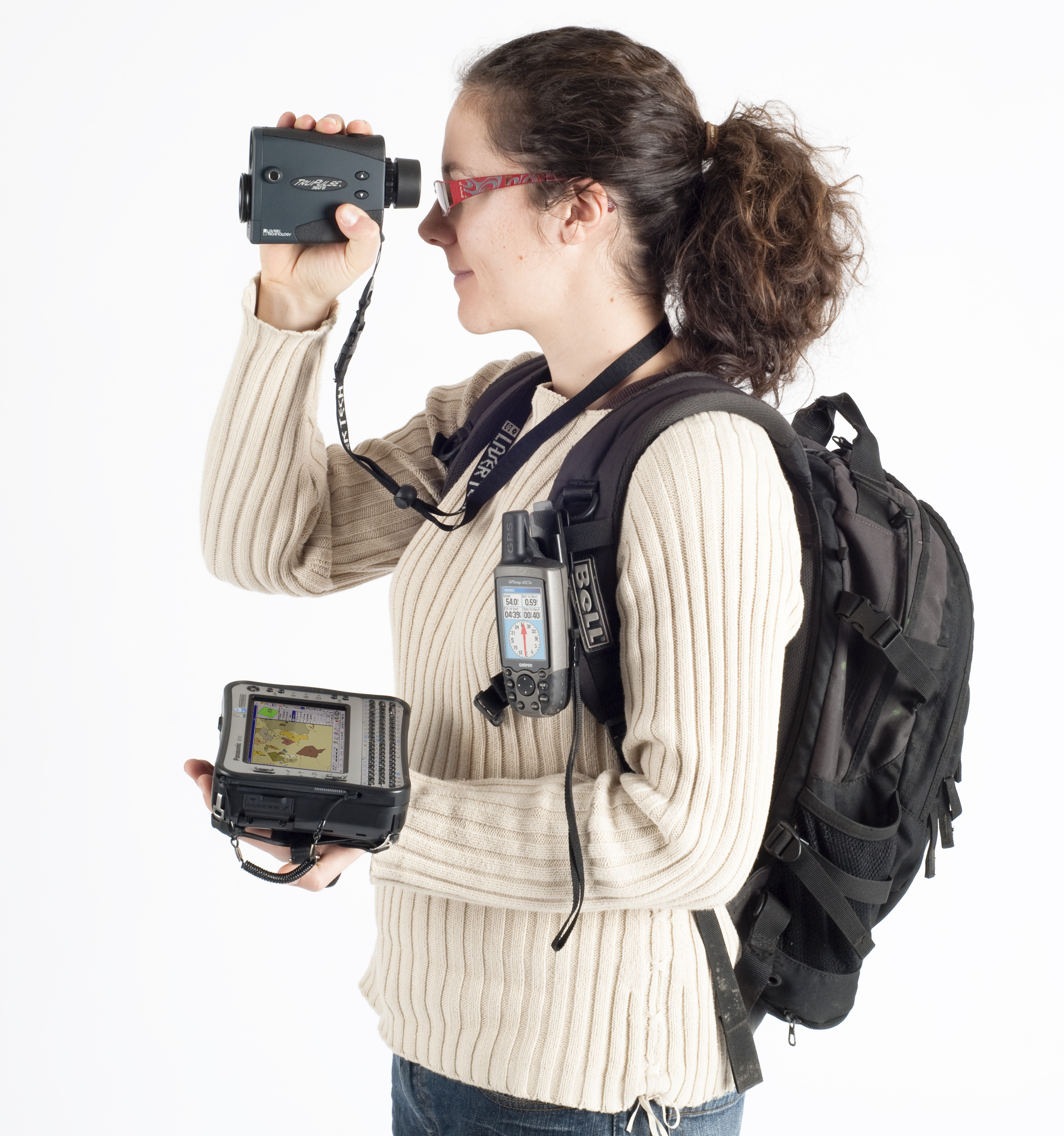
Exemple du matériel pour les inventaires forestiers (GPS, laser télémètre et l'ordinateur de terrain).

Field-Map est un nom de marque de l'Institut de recherche sur les écosystèmes forestiers (IFER). Il est utilisé pour un ensemble de produits logiciels et matériels pour la cartographie. Ces outils proposent une solution pour la cartographie des écosystèmes forestiers en temps réel et la collecte des données lors des examens sur le terrain. L'application travaille avec la base de données relationnelle multi-niveaux et est capable de communiquer avec des périphériques externes tels qu'un GPS, un télémètre laser et un inclinomètre. 

## Applications
Ce type d'outil sert en gestion forestière courante, mais également lors de la réalisation des inventaires forestiers, des plans de gestion, du suivi des stocks de carbone (puits de carbone), dans le cadre de projets REDD. Il peut également être employé lors d'études d'impact en environnement, de traçabilité du bois, pour le tracé des routes forestières, lors du suivi des lignes de haute tension, etc. 
Ces outils peuvent notamment être utilisés dans les parcs nationaux et les réserves naturelles lors des inventaires du patrimoine naturel, pour des études sur la biodiversité et de la cartographie des habitats.

### Cartographie

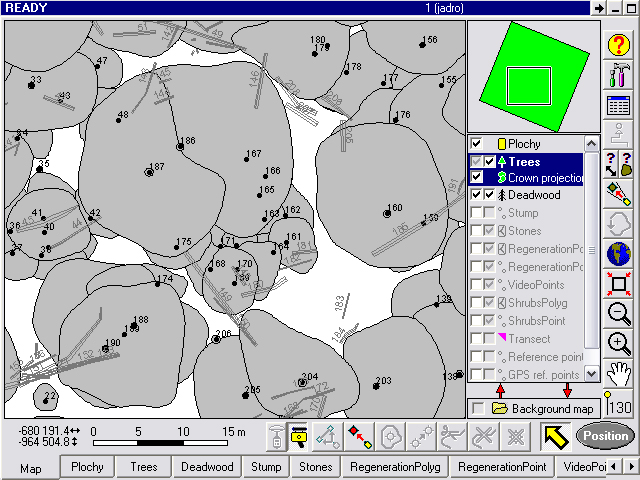
Aperçu de l'application embarquée.

Les outils Field-Map proposent des fonctionnalités de cartographie : 
- Le référencement d'objet (arbres, bois mort, transects).
- Le positionnement de transects ou placettes CTFS[2].
- La visualisation de la carte en temps réel.

### Mesures dendrométriques
Field-Map permet d'effectuer les mesures dendrométriques complètes (hauteur d'arbres, projection/profil/surface/volume du houppier, profil du tronc, estimation du volume du bois sur pied selon la qualité, la longueur des branches). Ces mesures principales sont utilisées pour l'estimation du carbone séquestré dans les plantes (à travers les relations allométriques).
La surface ainsi que le volume de la couronne sont automatiquement calculés.
Le volume de l'arbre peut être calculé à partir des mesures directes de profil du tronc. Via la mesure d'une série de diamètres le long du tronc, le profil de la grume est mesuré et le volume est automatiquement calculé.

#### Mesures de la hauteur de l'arbre et du houppier
La mesure de la hauteur des arbres s'effectue grâce au laser télémètre et au clinomètre pour la mesure de la distance horizontale jusqu'à l'arbre et l'inclinaison du haut et du bas de l'arbre. Différents modes sont choisis selon le type de peuplement (visibilité) et la précision souhaitée. Les arbres de chaque placette sont géoréférencés.

#### Mesures du profil du tronc

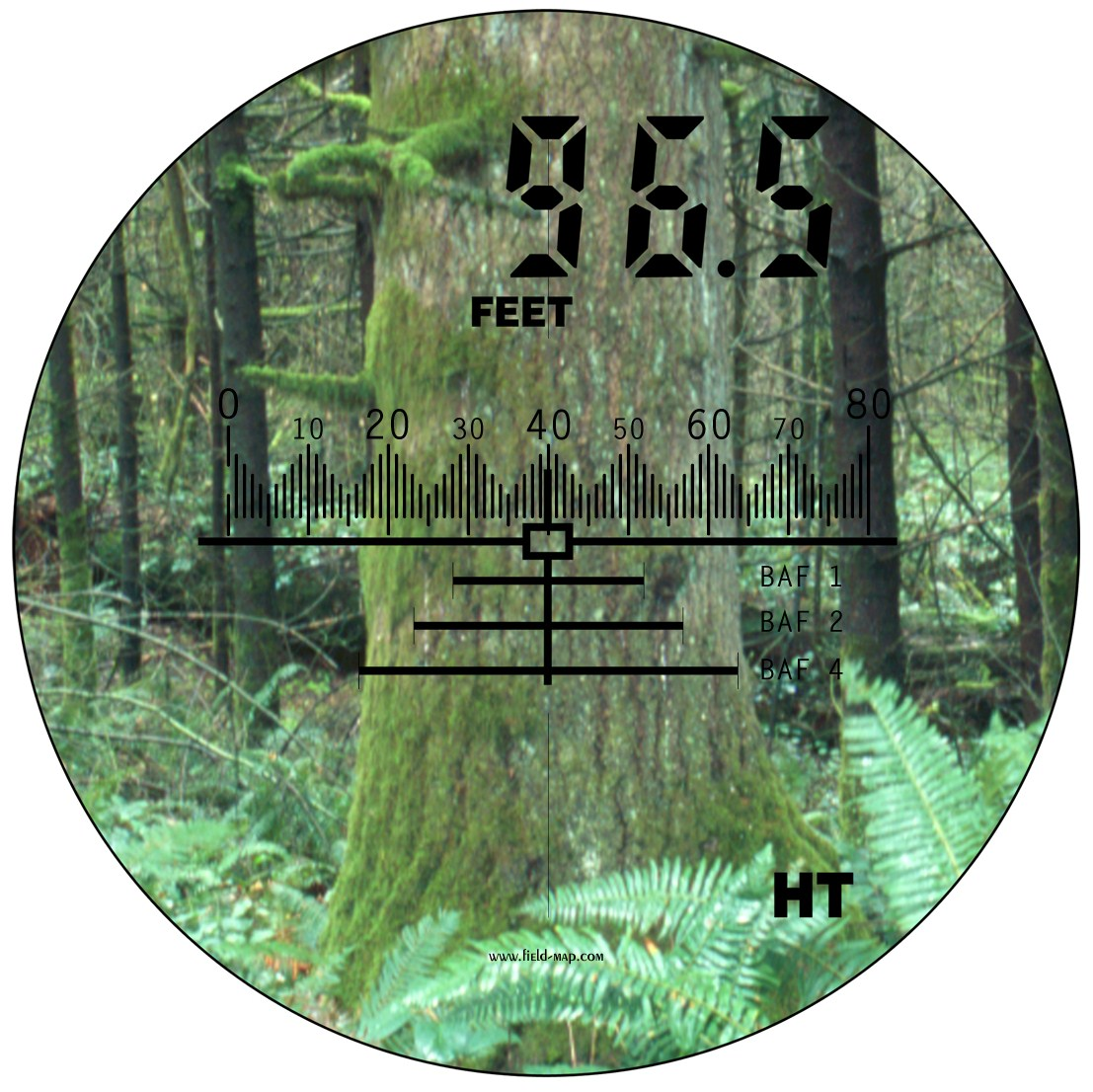
Le télémètre laser permet de mesurer le diamètre des arbres à n'importe quelle hauteur et construire les profils des troncs.

Le viseur optique permet de mesurer les diamètres à distance. En combinant cet outil avec le laser télémètre, il est possible de mesurer le diamètre des arbres à n'importe quelle hauteur. Ainsi, il est possible de mesurer des diamètres uniques ou les profils entiers des troncs. La précision de la mesure des diamètres dépend de la distance de mesure et du facteur de zoom utilisé. En moyenne, l'erreur de mesure se situe entre 1 et 2 cm.

#### Mesures de la structure de la canopée
Pour les projets auxquels une description plus détaillée de la structure de la canopée est nécessaire, le logiciel fournit une aide pour la cartographie des projections horizontales du houppier et les profils verticaux des couronnes. La surface ainsi que la projection des couronnes et volumes sont calculés.

### Inventaires
Le Field-Map permet de définir la forme et la taille des placettes (polygonale, circulaire et rectangulaire, de taille fixée ou variable), de cercles concentriques, des placettes segmentées, des placettes d'interprétation et des modèles.
Pendant les inventaires, la cartographie des arbres et les mesures dendrométriques (hauteur totale des arbres, hauteur de tronc, de couronne, diamètre, etc) sont effectuées.

### Inventaires forestiers nationaux

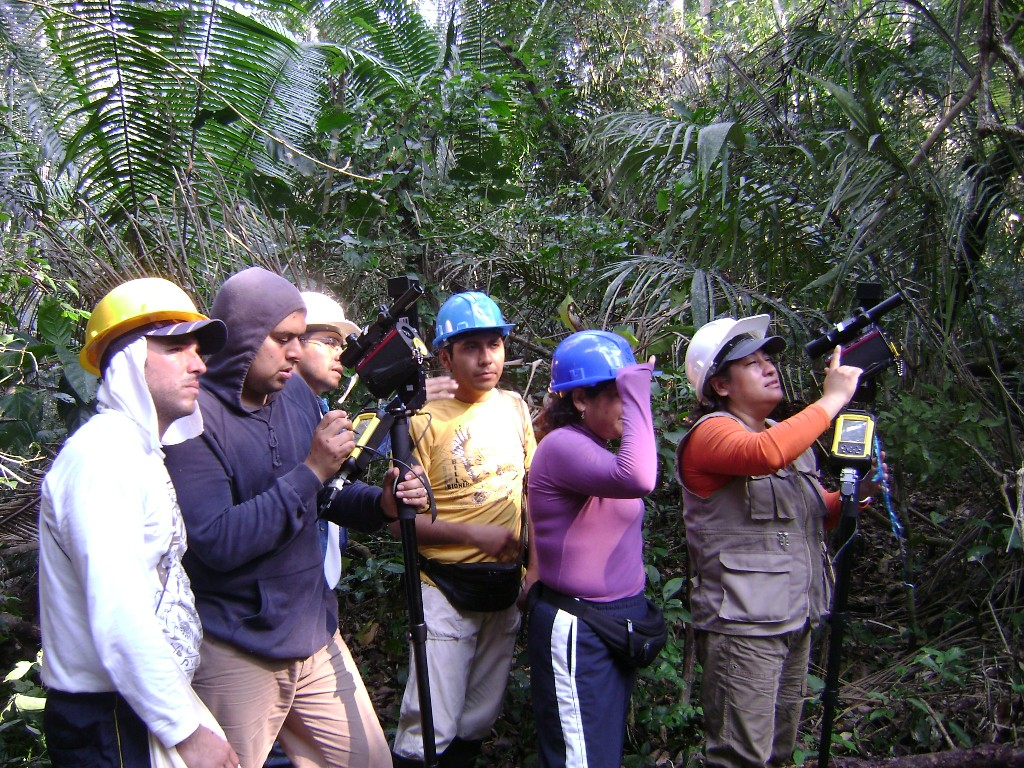
Travaux pendant l'inventaire forestier national du Pérou.

Au départ, le système Field-Map a été développé dans l'objectif de réalisation des inventaires forestiers nationaux.

### Suivi du carbone
Les programmes REDD doivent assurer l'évaluation précise de la biomasse. La technologie Field-Map permet l'estimation des volumes des stocks de carbone et le suivi des changements (Surveillance, déclaration et de vérification de la couverture forestière).

## Modules

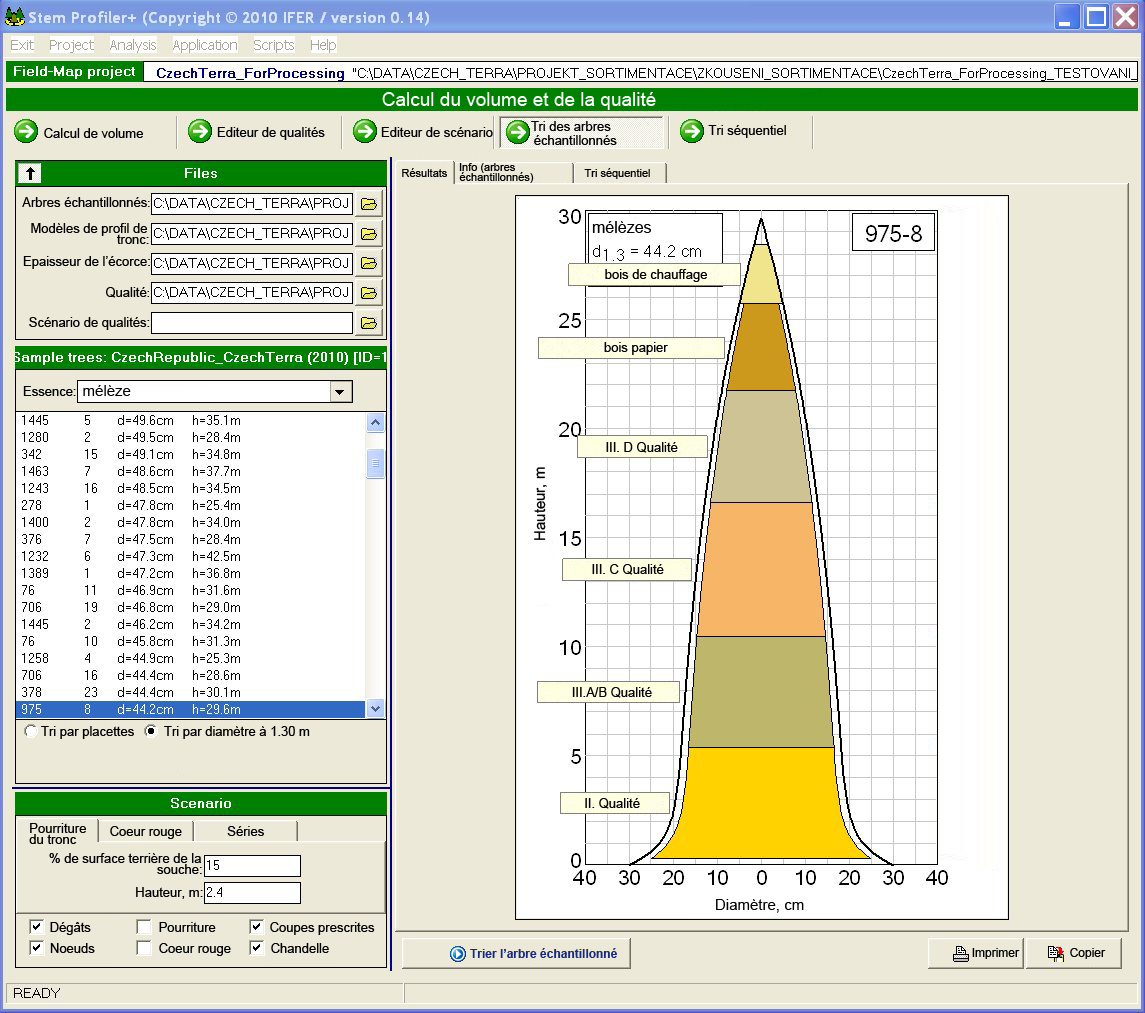
Field-Map Stem Analyst

- Inventory Analyst est un module du Field-Map, il permet les analyses statistiques des données forestières. Par exemple, le calcul des hauteurs des arbres manquants, le calcul du volume des arbres, la classification, la reclassification, l'agrégation et d’autres paramètres.
- Stem Analyst est utilisé pour l’estimation du volume du bois selon la qualité des arbres sur pied, des peuplements et même des massifs forestiers. Stem Analyst assure de définir des paramètres de calcul de profil du tronc et des qualités des arbres en utilisant un simple échantillon de quelques arbres[4].
- Forest 3D - visualisation des structures forestières en 3D.

## Appareils de mesure

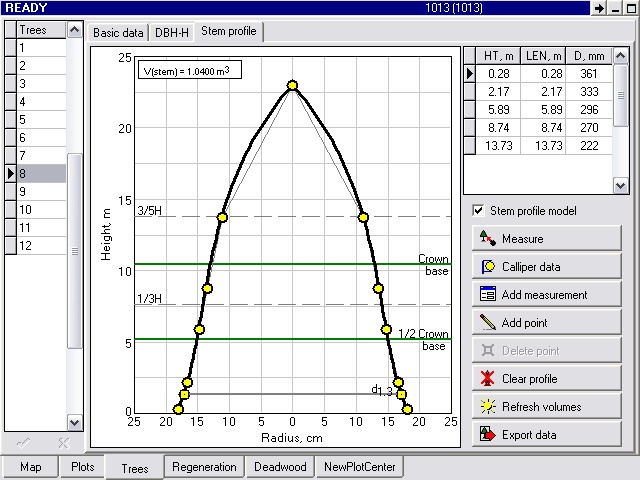
Profil d'un tronc

Le Field-Map est fondé sur une utilisation d'appareils de mesure électroniques ou traditionnels tels que le laser télémètre, la boussole électronique, le GPS ou le compas forestier.

## Galerie

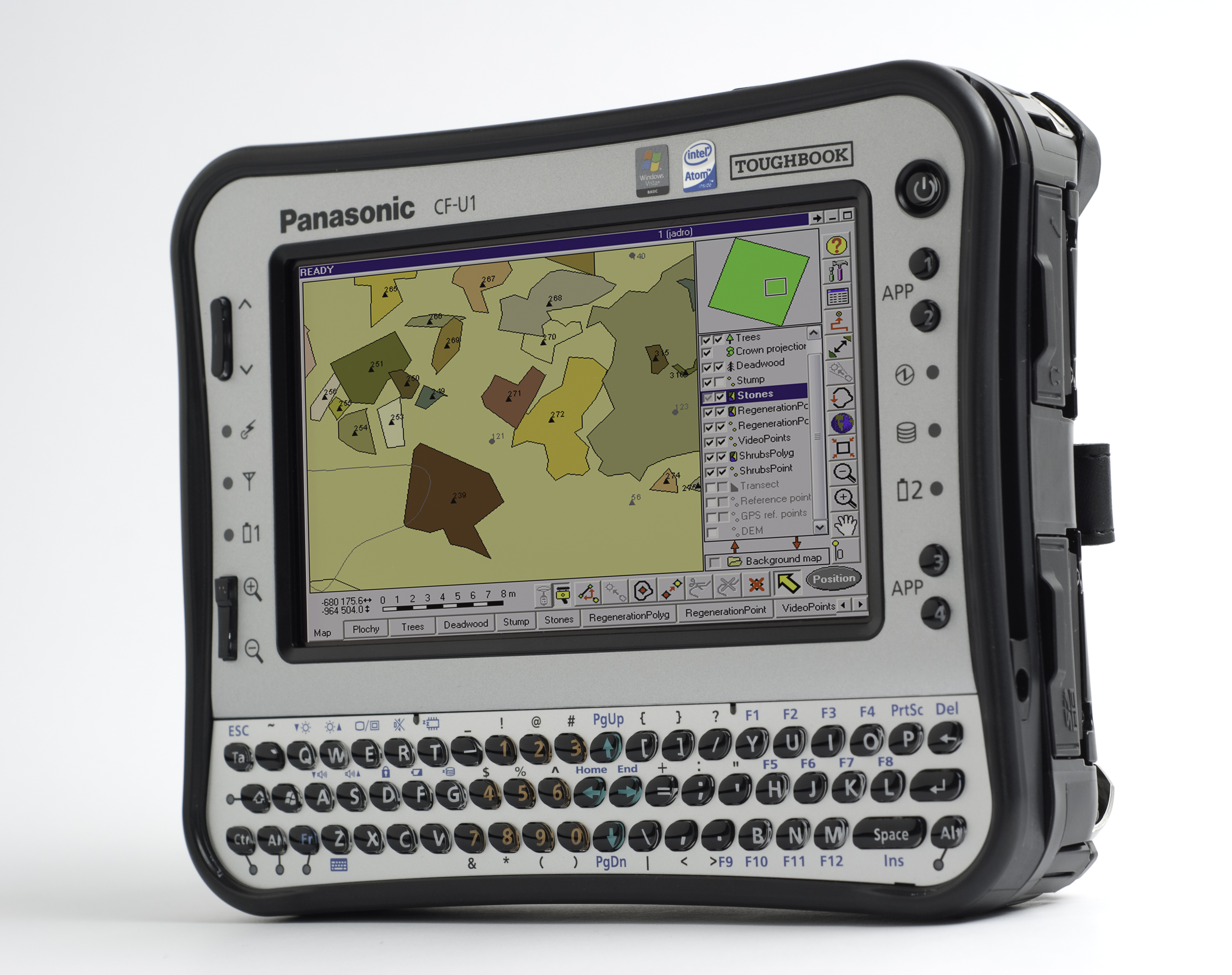
Ordinateur de terrain Panasonic CF-U1.
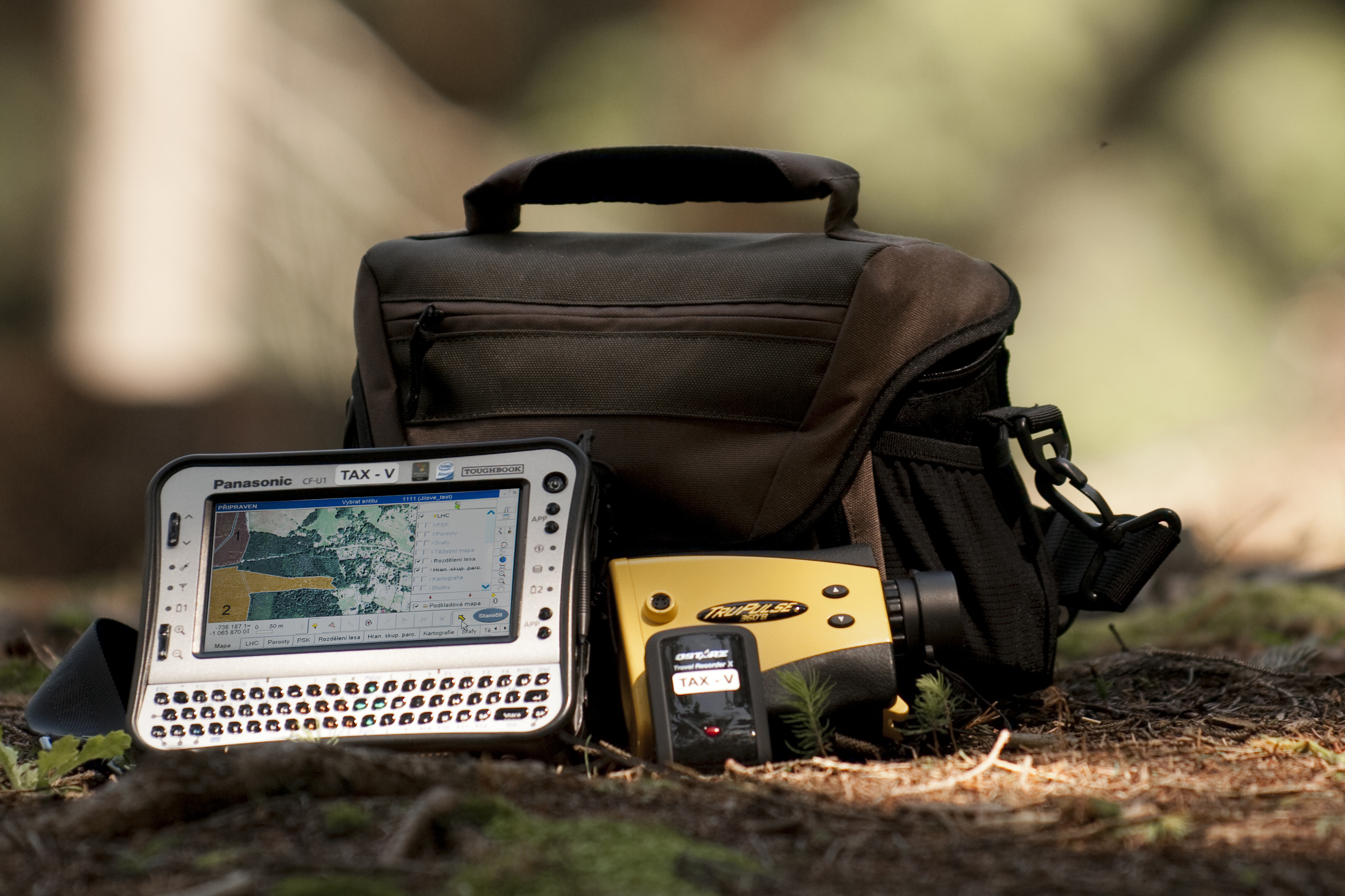
Matériel électronique utilisé pour l'aménagement forestier (tablette PC durcie, GPS, laser télémètre).
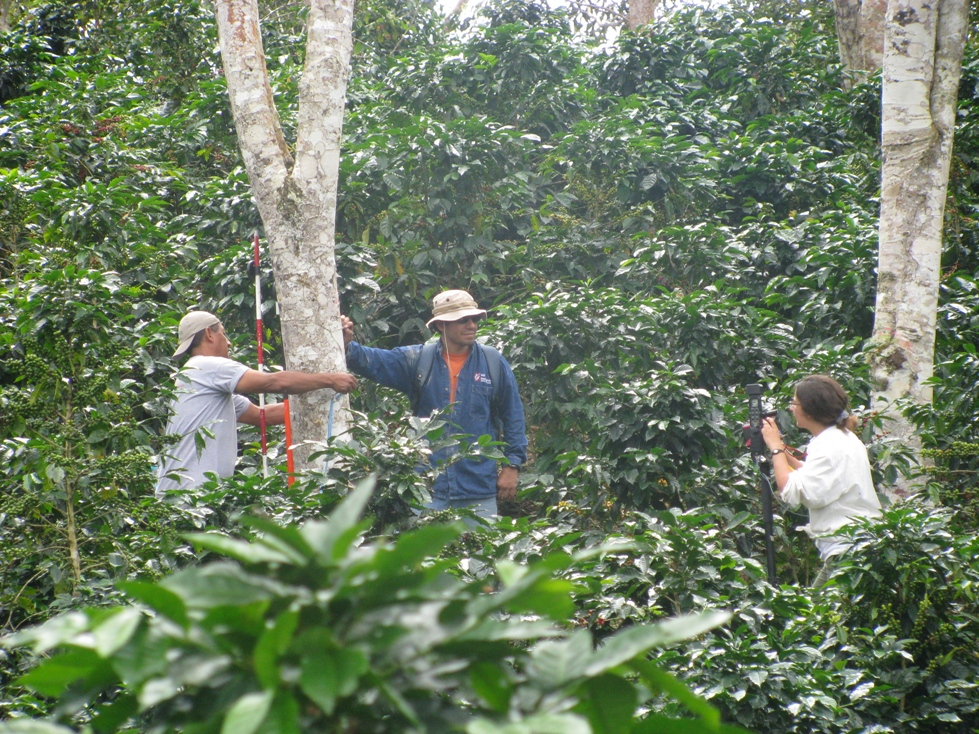
Suivi du carbone dans une plantation du café en Pérou.
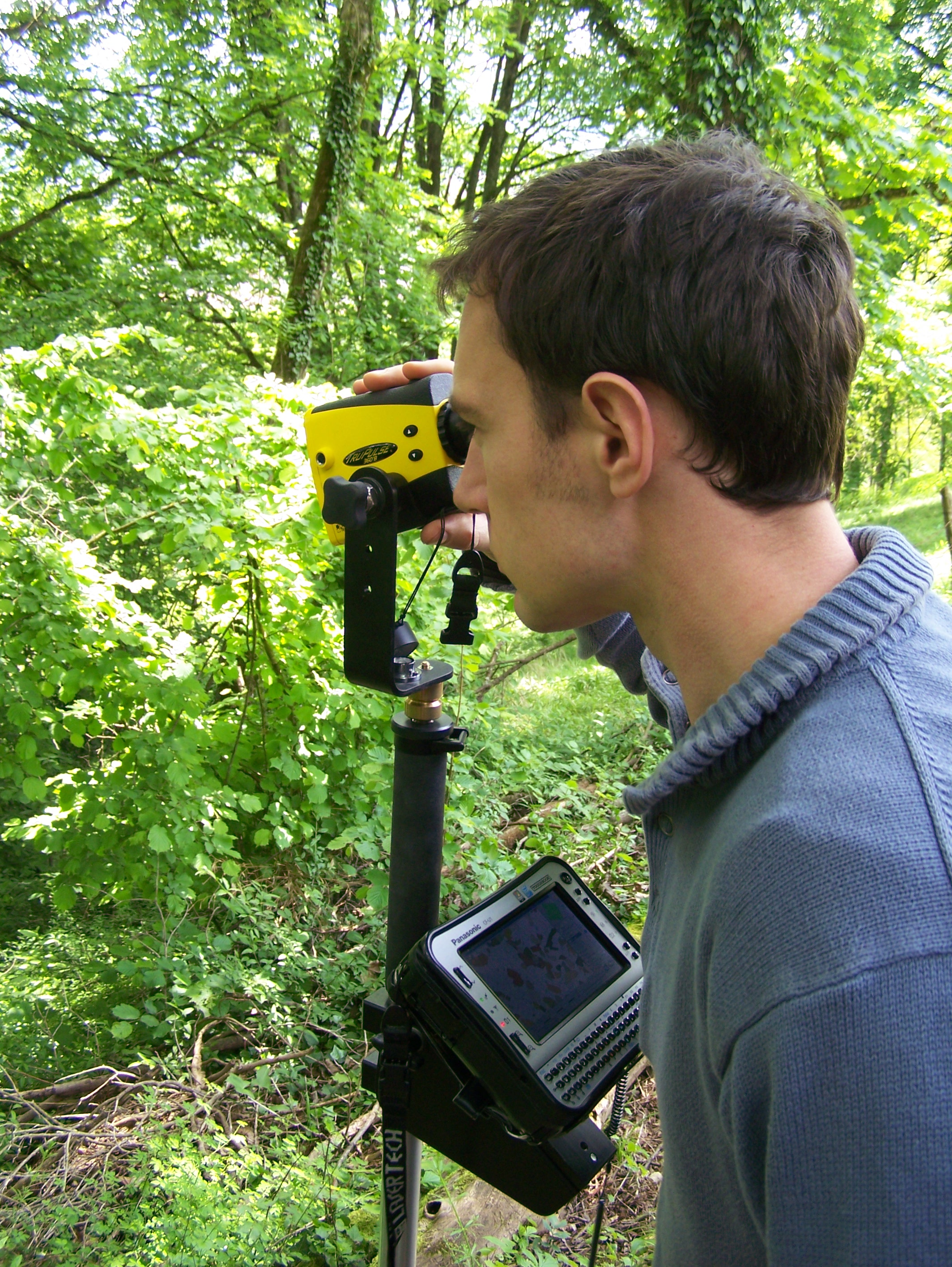
Laser télémètre TruPulse 360B et ordinateur de terrain Panasonic CF-U1.

## Vidéographie
- Field-Map: une technologie pour la cartographie et collecte des données de terrain (YouTube)

## Sources
- SCHNEIDER, J. -- DYMÁK, M. -- REBROŠOVÁ, K. -- CHMELAŘ, J. Prostorová struktura porostu zakrslých kyselých bučin v přírodní památce Máchova dolina. In Diverzita, dynamika a management lesní vegetace. 1. vyd. Praha: 2008, s. 32.
- METODIKA VÝZKUMU (CELOPLOŠNÁ ŠETŘENÍ). Publié 2009-13-3.
- INFORMAČNÍ SYSTÉMY V ZEMĚDĚLSTVÍ A LESNICTVÍ - SEČ 2000. Publié 2009-13-3.
- National Forest Inventory Conference, 11 July 2007. Publié 2009-13-3.
- R. Hédl, M. Svátek, M. Dancak, Rodzay A.W., M. Salleh A.B., Kamariah A.S. A new technique for inventory of permanent plots in tropical forests: a case study from lowland dipterocarp forest in Kuala Belalong, Brunei Darussalam, In Blumea 54, 2009, p. 124–130. Publié le 30.10.2009.
- MÜLLER, P.; PECHEUR, A-L.; BARTOLI, M.; Cubage du bois sur pied selon la qualité. Forêt entreprise, no 203, Mars 2012/2.
- Tomaštík, J., Technical University in Zvolen (Slovak Republic), Faculty of Forestry. Comparison of measurement methods and calculation of compass traverse in forestry mapping, Publié 2008
- Wouters, J.; Quataert, P.; Onkelinx, T.; Bauwens, D. (2008). Ontwerp en handleiding voor de tweede regionale bosinventarisatie van het Vlaamse Gewest. Rapporten van het Instituut voor Natuur- en Bosonderzoek, 2008(17). Instituut voor Natuur- en Bosonderzoek: Brussel : Belgium. 175 pp.
- Colle G, Clementel F, Floris A, Marzullo L, Scrinzi G Strumenti evoluti di mobile GIS a supporto del monitoraggio e della pianificazione forestale Publié 2010-16-09.